# Wilfried Brauer

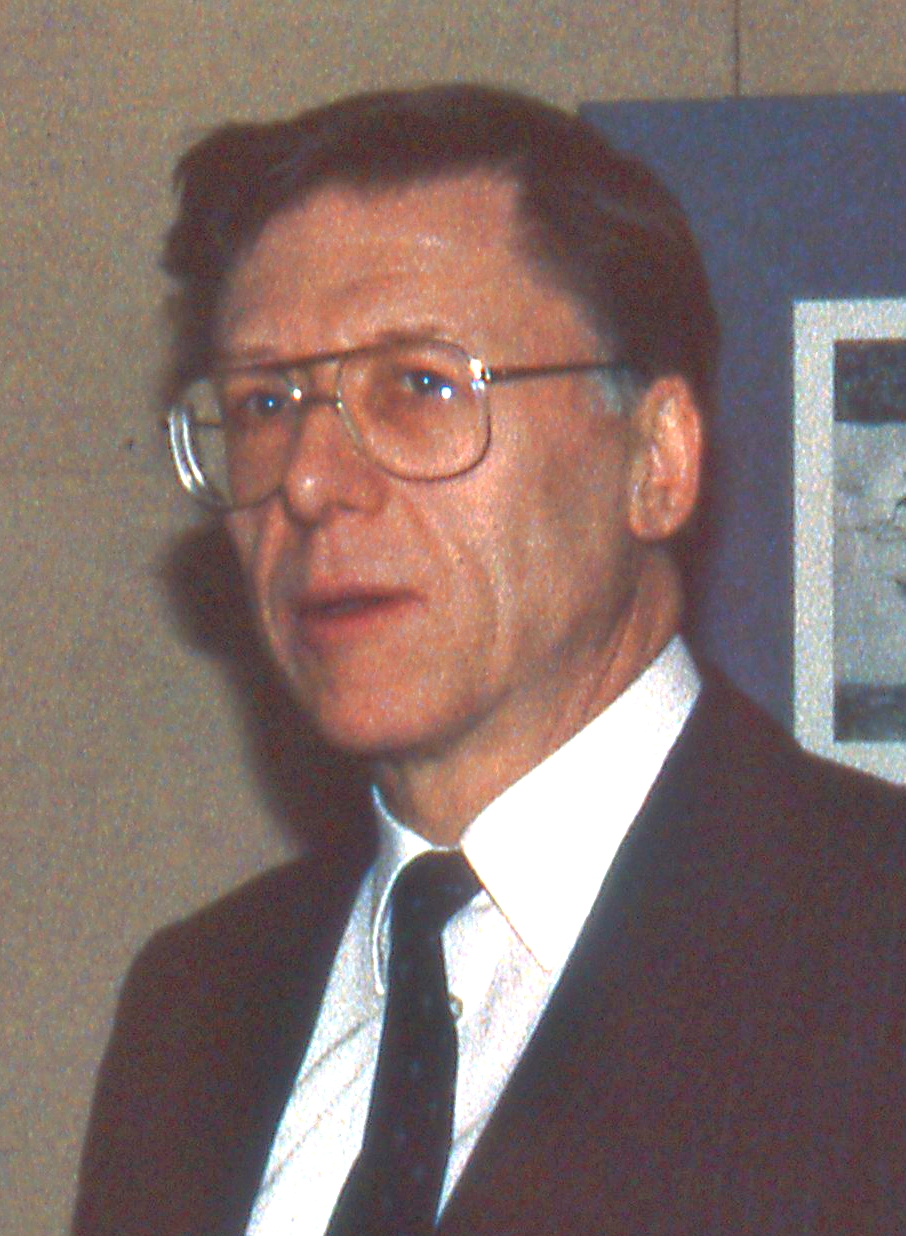
Wilfried Brauer 1995

Wilfried Brauer (* 8. August 1937 in Berlin; † 25. Februar 2014 in Bonn) war ein deutscher Informatiker. 

## Leben
Brauer war nach seinem Studium in Bonn von 1961 bis 1963 wissenschaftlicher Mitarbeiter an einem Forschungsinstitut und habilitierte sich einige Jahre nach der Promotion (bei Wolfgang Krull) in Bonn. Er wurde 1971 der erste ordentliche Professor des damaligen Instituts für Informatik der Universität Hamburg. Dort hat er zahlreiche Haupt- und Nebenfach-Studenten der Informatik in theoretischer Informatik unterrichtet und eine Vielzahl von Diplom- und Doktorarbeiten betreut.
Seine Tätigkeit in Hamburg dauerte bis 1985, als er einen Ruf an die Technische Universität München annahm. Dort leitete er bis zu seiner Emeritierung im Jahr 2006 den Lehrstuhl für Theoretische Informatik.
Im Jahr 1996 erhielt er die Ehrendoktorwürde des nun Fachbereich gewordenen Informatikbereichs der Universität Hamburg. Eine weitere Würdigung seiner Verdienste als Pionier der Informatik war die Verleihung der Ehrendoktorwürde der Freien Universität Berlin im Jahr 2004.
Wilfried Brauer und seine Frau Ute waren zwei der 19 Gründungsmitglieder der Gesellschaft für Informatik. Von 1977 bis zum Jahr 1979 war er Präsident der Gesellschaft für Informatik. Er war Mitinitiator des Informatik Spektrum und Hauptherausgeber dieser Zeitschrift bis Ende 1998.

## Ehrungen
Brauer war Mitglied der Deutschen Akademie der Technikwissenschaften (acatech) und der Bayerischen Akademie der Wissenschaften. 1994 wurde er zum ordentlichen Mitglied der Academia Europaea gewählt.
- IFIP 2002, 5. Isaac L. Auerbach Award
- Ehrendoktor der Universität Hamburg (1996)
- Ehrenmitglied der Gesellschaft für Informatik (2000)
- Ehrendoktor der Freien Universität Berlin (2004)
- Fellow der Universität Bremen (2006)

## Veröffentlichungen (Auszug)
- Zur Theorie der pro-endlichen Gruppen. 1968
- Algorithmen, rekursive Funktionen und formale Sprachen, gemeinsam mit Klaus Indermark. 1968
- Zu den Grundlagen einer Theorie topologischer sequentieller Systeme und Automaten. 1970
- GI – 11. Jahrestagung (Gesellschaft Für Informatik/Jahrestagung). Herausgeber, 1981, ISBN 354010884X
- Automatentheorie. Teubner, 1984, ISBN 3519022516
- Algorithmen, rekursive Funktionen und formale Sprache. Gemeinsam mit Klaus Indermark, 1984, ISBN 3411008172
- Wissensbasierte Systeme. Herausgeber, 1985, ISBN 3540159991
- Automata, Languages, and Programming 1985. 12th Colloquium Nafplion, Greece, July 15–19, 1985, ISBN 354015650X
- Studien- und Forschungsführer Informatik. Mitautor, 1989, ISBN 3540512144
- Verteilte Künstliche Intelligenz und kooperatives Arbeiten. Herausgeber, 1991, ISBN 3540546170
- Studienführer und Forschungsführer Informatik. Gemeinsam mit Siegfried Münch, 1996, ISBN 3540604170
- Fuzzy-Neuro Systems '98 – Computational Intelligence. Herausgeber, 1998, ISBN 3898380106